# おとなになれなかった弟たちに…
『おとなになれなかった弟たちに…』（おとなになれなかったおとうとたちに）は、1983年に偕成社が刊行した、米倉斉加年の絵本。

## あらすじ
太平洋戦争の日本を舞台としており、作者（文中では1人称で「ぼく」）が国民学校（現在の小学校にあたる）4年生だったときに弟ヒロユキが生まれる。父は戦争に行き不在であった。戦争が激しくなり空襲を受け防空壕で毎晩暮らす生活の中で、日本中、もちろん作者の家も食料が不足し、母は自分が食べる分を作者や作者の妹に回していたが、満足に食べない為に母は母乳が出なくなった。乳児であるヒロユキは乳を飲むしかないにもかかわらず、ときどきにしか配給されないヒロユキの為の粉ミルクを、当時甘いものは無く、甘いものが欲しい作者は盗み飲みしてしまう。そんな作者に母は怒るでもなく、『ミルクはヒロユキのごはんだから、ヒロユキはそれしか食べられないのだから』と言う。さらに空襲がひどくなり、母は疎開を決心する。母と作者、ヒロユキ3人で親戚を訪れるが親戚は顔を見るなり用件も聞かずに『うちに食べ物は無い』という。やがて、疎開先も見つかるが、疎開先では配給も無く、食べるものと交換に持っていた着物を出さねばならず、やがて着物も無くなる。そしてヒロユキは栄養失調で死亡する。母はヒロユキが死んだ際にも涙を見せなかったが、ヒロユキを小さな棺に入れるとき、棺が小さすぎてヒロユキの亡骸が納まらなかった。母は（ヒロユキがほとんど乳を飲むことができなかったにもかかわらず）「大きくなっていたんだね」と言い、そして、それまで決して涙を見せなかった母がはじめて泣いた。終戦の約半月前のことだった。

## 本について
米倉斉加年『おとなになれなかった弟たちに…』は1983年11月初版発行で2001年7月にはすでに36刷を重ねている。表紙とあとがきを含めて34ページの絵本で、画家でもある米倉の絵が16枚記されている。最初の絵は銃弾に真ん中を打ち抜かれ砕け散った哺乳瓶の絵である。また、現在の本には記されていない可能性はあるが、疎開先は福岡県の石釜地区であると記載されている。

## タイトルについて
- 「おとなになれなかった弟たちに…」と「弟たち」と複数形にしている理由は、作者の弟のように栄養失調が原因でなくなった、弟と同じような思いをした乳幼児がたくさんいるためである[3]。「おとなになれなかった弟たちに…」の末尾の点の数は、米倉の絵本のカバーでは5点、カバー背表紙と表紙では4点、奥付けでは3点、光村図書出版の教科書では6点である[1][4]　。
- 「…」とあるのは戦争で亡くなった弟たちに対する鎮魂歌（レクイエム）であることを意味している。

## 作品中の弟の名前のカタカナ表記
弟の名前は「ヒロユキ」。ヒロシマ・ナガサキ（被爆地）と表記するのと同じ。作者の弟の実名であらわすよりも事柄を普遍化できるため。

## あとがきについて
作者はあとがきにおいてですね、「戦争ではたくさんの人が死にます。そして老人、女、子どもと弱い人間から飢えて死にます。私はそのことをわすれません。」（中略）「そのことを私たちはわすれてはならないと思います。そのことをわすれて、私たちの平和は守られないでしょう」としていまして、また太平洋戦争は日本が始めたものであり朝鮮、韓国、中国、東南アジア諸国および南方諸島の多くの国の人民に日本人が苦しんだ以上の苦しみを与えたことを忘れてはならないとしていました。

## 米倉の半生記から
米倉は日本経済新聞に連載した半生記のなかで語っている。
息子から十一年後に娘が生まれた。その娘が1999年に子を産んだ。男の子だった。授乳している娘の姿に戦時中の母と弟の面影を見る。弟は敗戦を半月後に控えた七月二十八日に疎開先で死んだ。栄養失調だった。母は私や妹に食べさせ自分は食べなかった。母の乳は出なくなった。配給のミルクは一缶。私は甘いミルクを盗み飲みした。弟は死んだ。-引用　日本経済新聞 2001年2月3日朝刊32面

## 米倉の言葉
米倉はある対談のなかで発言している
ぼくも自分の弟が、オレがミルクを飲んだために死んだという恨みつらみがあるんですよ。子どもには小さな缶が一つ配給されるだけだもの、食べ盛りのぼくは盗み飲みするわけですよ。もし、ぼくがあれを飲まなければ生きていたんじゃないかという、この恨みは激しいんだ。誰が殺した。ぼくが殺した。じゃそういう状況に追い込んだのはいったい何なんだ・・・・-引用　松永 伍一、米倉 斉加年 対談集 『風よついてこい』小学館、1983年、p.149-150

## 教科書での採用
この作品は1987年（昭和62年）度採用の版からおよそ30年以上、光村図書出版の中学校1年生の国語教科書で採用されている。作品の採用の意図として「表現に込められた、登場人物の心情や作者の思いを読み取る」「時代や状況の中で自分を見つめていくことの大切さを考える」「作品の中で生きる表現」「つながりを読む」と挙げている。
2006年（平成18年）度から2009年（平成21年）度まで採用の版の指導CDの作品およびあとがき（資料）の朗読は作者自身が行っている。
死んだヒロユキばかりではない。罪も無い乳児を栄養失調で死なせなければならなかった周囲の大人達も不幸である。自分の子に何もできず顔すら見ることができなかった父も不幸である。作者一家の顔をみるなり追い返さなければならなかった親戚も不幸である。弟のミルクを奪った作者も不幸である。なによりも自分の長男が次男の唯一の食料を取ることを咎めることが出来なかった母はもっとも不幸である。弱い子供が被害者であるとともに、より弱い者に対しては加害者になってしまう。被害者を、同時により弱い者への加害者にもしてしまったものはいったいなんであるか？ヒロユキのミルクを主人公が盗み飲みすることを母は何故？きつく咎めることが出来なかったのか？教科書の指導書は生徒の指導に当たって問いかけるよう求めている。